# Línea J (Metrocable de Medellín)
La Línea J del Metrocable de Medellín, también conocida como Metrocable Nuevo Occidente, es una línea de teleférico utilizada como sistema de transporte masivo de mediana capacidad, inaugurada el 3 de marzo de 2008. Su trazado atraviesa la zona centro occidental del municipio de Medellín de sur a norte y viceversa, en una longitud total de 2.7 km, de forma elevada. Cuenta con una capacidad máxima de 3 000 pasajeros hora sentido, 118 telecabinas, un tiempo de recorrido de 12 minutos, con una frecuencia máxima de 12 segundos entre telecabinas y una velocidad comercial de 18 km/h.
Cuenta con cuatro estaciones, una de ellas con integración a otra línea, tres elevadas y una a nivel. Sirve directamente a la comuna de San Javier con dos estaciones, a la comuna de Robledo con una estación y al corregimiento de San Cristóbal con una estación.
La Línea J se eleva 321 metros, sorteando una pendiente promedio del 12 % y una pendiente máxima de 73 %, apoyándose en 31 pilonas con una altura mínima de 8.3 metros y una máxima de 36 metros .

## Recorrido
La Línea J es una de las seis líneas del Metrocable de Medellín operada por la Empresa de Transporte Masivo del Valle de Aburrá Ltda. - Metro de Medellín Ltda. Es la segunda línea del Metrocable en ser inaugurada el día 3 de marzo de 2008. Cuenta con cuatro estaciones, una de ellas con integración y posee una longitud total de 2.7 km.

## Estaciones
La línea J del Metrocable de Medellín cuenta con cuatro estaciones de teleféricos, todas ellas se encuentran en el municipio de Medellín. La totalidad de las estaciones están adaptadas para facilitar el ingreso a personas de movilidad reducida (PMR).
A continuación, el listado de las estaciones de la línea J de norte a sur. En negrita, estaciones de combinación con otras líneas del SITVA.
| Estación             | Inauguración          | Comuna                     | Dirección                   | Interconexión | Tipo de estación           | Posición |
| -------------------- | --------------------- | -------------------------- | --------------------------- | ------------- | -------------------------- | -------- |
| Estación La Aurora   | 3 de marzo de 2008    | Área de expansión Pajarito | Calle 64 con la carrera 104 | —             | Terminal                   | A nivel  |
| Estación Vallejuelos | 3 de marzo de 2008    | Número 7 Robledo           | Calle 61B con carrera 104   | —             | De paso                    | Elevada  |
| Estación Juan XXIII  | 3 de marzo de 2008    | Número 13 San Javier       | Carrera 99 CD con calle 48B | —             | De paso                    | Elevada  |
| San Javier           | 28 de febrero de 1996 | Número 13 San Javier       | Carrera 99 # 45-26          |               | De interconexión y de paso | Elevada  |